# Rhyothemis semihyalina
Rhyothemis semihyalina är en trollsländeart som först beskrevs av Desjardins 1835.  Rhyothemis semihyalina ingår i släktet Rhyothemis och familjen segeltrollsländor. IUCN kategoriserar arten globalt som livskraftig. Inga underarter finns listade i Catalogue of Life.